# بخش دیر-وود، شهرستان کیتسون، مینه سوتا
بخش دیر-وود (به انگلیسی: Deerwood Township) یک منطقهٔ مسکونی در ایالات متحده آمریکا است که در شهرستان کیتسان، مینه‌سوتا واقع شده‌است.
 بخش دیر-وود ۹۲٫۲ کیلومتر مربع مساحت و ۱۸۶ نفر جمعیت دارد و ۳۰۷ متر بالاتر از سطح دریا واقع شده‌است.